# شاين جيفيرز
شاين جيفيرز (بالإنجليزية: Shaun Jeffers)‏ (14 أبريل 1992 ببيدفورد في المملكة المتحدة - ) هو لاعب كرة قدم بريطاني في مركز الهجوم. شارك مع منتخب إنجلترا تحت 19 سنة لكرة القدم. أما مع النوادي، فقد لعب مع كامبريدج يونايتد وكوفنتري سيتي ونيوبورت كونتي ويوفل تاون ونادي تاموورث ونادي وكينغ ونادي بيتربورو يونايتد وBrackley Town F.C. ‏ ونادي تشيلتنهام تاون لكرة القدم.

## وصلات خارجية
- شاين جيفيرز على موقع قاعدة بيانات كرة القدم.إي يو (الإنجليزية)
- شاين جيفيرز على موقع Soccerbase.com (لاعب) (الإنجليزية)
- شاين جيفيرز على موقع Soccerway.com (الإنجليزية)